# Pia Covre
Maria Pia Covre, meglio nota come Pia (Milano, 2 agosto 1947) è un'attivista italiana.

## Biografia
Spesso intervistata da giornalisti, ospite di convegni, programmi radiofonici e televisivi, Pia Covre è nota per la continua attività di sostegno alle prostitute e per l'opera di sensibilizzazione dell'opinione pubblica e dei politici sui problemi correlati.
Nel 1982, insieme a Carla Corso e ad altre colleghe, ha fondato il Comitato per i diritti civili delle prostitute (CDCP), al fine di dare aiuto «alle persone prostitute», riconoscere il mestiere di prostituta e abolire il reato di favoreggiamento della prostituzione, modificando alcuni articoli della legge Merlin al fine di permettere le cooperative di lavoratrici sessuali. Nel 1985 ha fondato il giornale Lucciola. Nel 2004 il CDCP ha ottenuto l'iscrizione all'anagrafe delle ONLUS.
Nel 2009 è stata candidata nella Lista Anticapitalista (Federazione della Sinistra, cartello elettorale tra Rifondazione Comunista e PdCI) al Parlamento europeo nella circoscrizione Nord-Est, non risultando eletta; inoltre è membro dell'associazione radicale Certi Diritti.
Attualmente Pia Covre vive a Pordenone.